# Association zen internationale
L’Association zen internationale (AZI) est une association bouddhiste fondée en 1970 par Taisen Deshimaru, disciple de Kodo Sawaki, un maître de l'école Sôtô du bouddhisme zen japonais qui introduisit le zen de Dogen en France et en Europe. Taisen Deshimaru est considéré par cette école comme le Boddhidarma des temps modernes. L'AZI, est devenue le plus grand groupe bouddhiste zen d'Europe.
En fondant cette association, il visait à rendre la pratique et les enseignements du zen accessibles à tout un chacun en Europe. Son siège se trouve en France, au temple de la Gendronnière, situé à Valaire, dans les environs de Blois.

## Fonctionnement
Fondée en 1970, l'AZI regroupe plusieurs centaines de lieux et de groupes qui pratiquent zazen, principalement en Europe, mais aussi sur d'autres continents. Ses membres suivent la tradition de l'école Soto, dont la pratique principale est le zazen. Depuis ses débuts, AZI organise de nombreuses sesshins (périodes de pratique intensive) et de nombreux événements liés à la pratique, ainsi qu'un camp d'été (ango), que toute école bouddhique organise chaque année.
Aujourd'hui[Quand ?], l'AZI regroupe la plupart des différentes sanghas (groupes de pratiquants) qui se sont constituées autour de T. Deshimaru et de ses successeurs. Cela représente plusieurs centaines de lieux pratiques, qui peuvent être des temples, des centres zen, des dojos ou encore des groupes. Ses membres continuent à pratiquer ensemble au temple de La Gendronnière. C'est un lieu de rassemblement de toutes les sanghas, où une pratique régulière et animée se poursuit tout au long de l'année.
Il existe des sections de l'AZI en Belgique (AZB), en Grande-Bretagne (IZAUK) et aux États-Unis (AZA).

### Gestion
La direction de l'AZI comporte deux organes.
1. Le Conseil d’administration, composé de membres élus (entre vingt et trente) par l’assemblée générale. Il a pour rôle, entre autres choses, d'administrer l’Association, et d'en organiser les activités. Il tient compte des recommandations du Conseil spirituel pour définir les grandes les grandes orientations de l’Association.
2. Le Conseil spirituel, qui veille à la conformité des activités de l’association avec son objet.

Il s'agit au fond de déterminer les grands objectifs de la sangha, la ligne de conduite qui affectera la vie des dojos, et de préserver l'héritage qui leur a été confié.

## Buts
L'AZI a essentiellement pour buts la pratique de zazen selon l'école Sôtô, implantée en Europe par T. Deshimaru ; le développement d'activités culturelles, artistiques, éducatives, en lien avec cette pratique ; l'approfondissement du dialogue avec les autres traditions et la promotion des valeurs universelles du bouddhisme ; la promotion de la liberté d'esprit et de la paix entre les êtres humains. Par ailleurs, elle est chargée de la gestion du temple de la Gendronnière, domaine acquis en 1979, peu avant la mort de Maître Deshimaru en 1982.
L'Association vise à harmoniser les différentes sanghas et promouvoir les moyens appropriés à la cause et aux buts de l'association. L'AZI est également en contact régulier avec les autres sanghas zen dans le monde, notamment avec l'école japonaise Soto Zen et son organe administratif, le Sotoshu Shumucho, une relation qui s'est développée surtout à partir de la fin des années 1990.

## Maîtres et enseignants (sélection)
Missen Michel Bovay (1945-2009) a été le disciple et l'assistant de maître Taisen Deshimaru pendant dix ans et a joué un rôle déterminant dans le développement et l'organisation du zen en Europe. Depuis la mort de Deshimaru en 1982, il était l'un des principaux responsables de la transmission de son enseignement. Il a reçu la transmission du Dharma au Japon de Yuko Okamoto Rōshi et a été confirmé comme maître par les principaux temples du Zen Sōtō, Eihei-ji et Sōji-ji. Il a dirigé le Zen Dōjō de Zurich, le temple Muijo.
Roland Yuno Rech a été l'élève de Maître Taisen Deshimaru de 1972 à 1982. Depuis la mort de son maître, Roland Y. Rech s'est consacré à la pratique et à l'enseignement du zen au sein de l'AZI. En 1984, il a reçu le Shiho (confirmation) du maître Niwa Rempo Zenji, abbé du temple Eihei-ji, au Japon.
Aujourd'hui Roland Y. Rech dirige le temple Gyobutsu-ji de Nice, en France, et anime des sesshins dans plusieurs pays, principalement en France, en Belgique, en Allemagne et en Italie.